# Сен-Кутан-ле-Гран
Сен-Кута́н-ле-Гран (фр. Saint-Coutant-le-Grand) — коммуна во Франции, находится в регионе Пуату — Шаранта. Департамент коммуны — Шаранта Приморская. Входит в состав кантона Тонне-Шарант. Округ коммуны — Рошфор.
Код INSEE коммуны — 17320.

## Население
Население коммуны на 2010 год составляло 378 человек.
| 1962 | 1968 | 1975 | 1982 | 1990 | 1999 | 2010 |
| ---- | ---- | ---- | ---- | ---- | ---- | ---- |
| 305  | 337  | 338  | 306  | 293  | 279  | 378  |